# Dypterygia ochreata
Dypterygia ochreata là một loài bướm đêm trong họ Noctuidae.